# Líder da Lealíssima Oposição de Sua Majestade
O Líder da Lealíssima Oposição de Sua Majestade, no Reino Unido da Grã-Bretanha e Irlanda do Norte, é o político que lidera a Lealíssima Oposição de Sua Majestade, que é a oposição oficial do governo. Há também o Líder da Oposição na Câmara dos Lordes. Houve uma época que os lideres das duas casas tinham status iguais, mas no século XX o líder da Câmara dos Comuns se tornou mais proeminente.
O líder da Oposição geralmente é o líder do maior partido do país que não faz parte do governo. Ele ou ela são normalmente vistos como Primeiro Ministros alternativos e membros do Conselho Privado do Reino Unido.
O líder da oposição recebe um salário adicional ao seu como membro do parlamento. Em 2010 esse valor foi afixado no máximo de £73,617.
A atual líder da oposição é Kemi Badenoch, lider do Partido Conservador.